# Copa Pan-Americana de Voleibol Masculino Sub-21
A Copa Pan-Americana de Voleibol Masculino Sub-21 é uma competição continental realizada pela Confederação da América do Norte, Central e Caribe de Voleibol (NORCECA) e pela Confederação Sul-Americana de Voleibol (CSV). Começou a ser disputada no ano de 2011, no Panamá, e contou com a participação de oito países.

## Histórico
A primeira Copa Pan-Americana Sub-21 foi disputada no ano de 2011, no Panamá, e contou com a participação de oito seleções: Canadá, Chile, México, Porto Rico, República Dominicana, Honduras, Venezuela, além dos anfitriões panamenhos. A seleção da Venezuela, liderada pela promessa Kervin Piñerua, conquistou o título ao bater a seleção canadense. A equipe sul-americana do Chile, emergente nas categorias de base, conquistou o bronze ao bater seu similar Porto Rico. Tradicionais equipes como Brasil e os Estados Unidos não participaram da competição na edição inaugural, dando oportunidades para equipes de menor expressão subirem ao pódio.
No ano de 2013 deveria ter sido realizada, na Costa Rica, a segunda edição do torneio; no entanto, não foi possível conciliar a realização da competição com outras disputadas naquela temporada. Retornando em 2015, a segunda edição do campeonato aconteceu no Canadá contando com a participação de sete equipes: além dos donos da casa, o Chile, El Salvador, Barbados, o México, Brasil e os Estados Unidos. Na final, a equipe brasileira superou a seleção estadunidense, enquanto os chilenos, após um jogo duro, foram derrotados pelo Canadá.

## Quadro de medalhas
| Ordem | País           | Medalha de ouro | Medalha de prata | Medalha de bronze |   |
| ----- | -------------- | --------------- | ---------------- | ----------------- | - |
| 1     | Cuba           | 2               | 1                | 0                 | 3 |
| 2     | Brasil         | 2               | 0                | 0                 | 2 |
| 3     | Estados Unidos | 1               | 2                | 0                 | 3 |
| 4     | Venezuela      | 1               | 0                | 0                 | 1 |
| 5     | Canadá         | 0               | 2                | 4                 | 6 |
| 6     | México         | 0               | 1                | 0                 | 1 |
| 7     | Chile          | 0               | 0                | 1                 | 1 |
| 7     | Porto Rico     | 0               | 0                | 1                 | 1 |

## MVPs por edição
- 2011 –  Kervin Piñerua
- 2015 –  Lucas Madalóz[3]
- 2017 –  Victor Cardoso[4]
- 2019 –  José Romero
- 2022 –  Andrew Rowan
- 2023 –  Alejandro González Rodríguez